# Roman Kluska
Roman Kazimierz Kluska (ur. 5 lipca 1954 w Brzesku) – polski przedsiębiorca, twórca i były prezes giełdowej spółki Optimus SA.

## Życiorys
Absolwent Akademii Ekonomicznej w Krakowie.

### Kariera zawodowa
W latach 80. był zastępcą dyrektora w Sądeckich Zakładach Napraw Autobusów. Firmę Optimus założył w 1988 praktycznie bez żadnego kapitału. Początkowo komputery były składane w warunkach chałupniczych. Pod kierownictwem Kluski Optimus stał się nie tylko czołowym producentem komputerów w Polsce, ale także liderem rynku kas fiskalnych oraz współtwórcą największego polskiego portalu internetowego Onet.pl. Firma odniosła duży sukces finansowy i Kluska był zaliczany w latach 90. XX w. do grona najbogatszych Polaków. Z prowadzenia firmy zrezygnował w 2000 r., sprzedając udziały w Optimusie BRE Bankowi. Jako powody podał m.in. korupcję oraz atmosferę zastraszenia, nie pozwalającą na prowadzenie w ówczesnej Polsce uczciwych interesów. Jego majątek szacowano w chwili odejścia z firmy na ponad 400 mln zł.
Po odejściu z Optimusa zaangażował się w działalność filantropijną. W 2001 r. założył wydawnictwo i księgarnię wysyłkową Prodoks, wydające i dystrybuujące książki i filmy – zwykle o tematyce religijnej. Ponadto poświęcił się promocji hodowli owiec oraz zdrowej żywności sprzedawanej przez niego pod marką Prawdziwe Jedzenie. Jest prezesem zarządu spółki Dobre jedzenie Sp. z o.o., będącej własnością jego i jego żony. W swojej posiadłości koło Krynicy-Zdroju zajął się hodowlą owiec fryzyjskich, prowadzi produkcję i sprzedaż serów owczych, serów z surowego (nie pasteryzowanego) mleka owczego. 
Zajmuje się eksperymentalnym wytwarzaniem biopaliw z lnicznika siewnego. Jest również głównym sponsorem budowy Sanktuarium Bożego Miłosierdzia w Krakowie-Łagiewnikach.

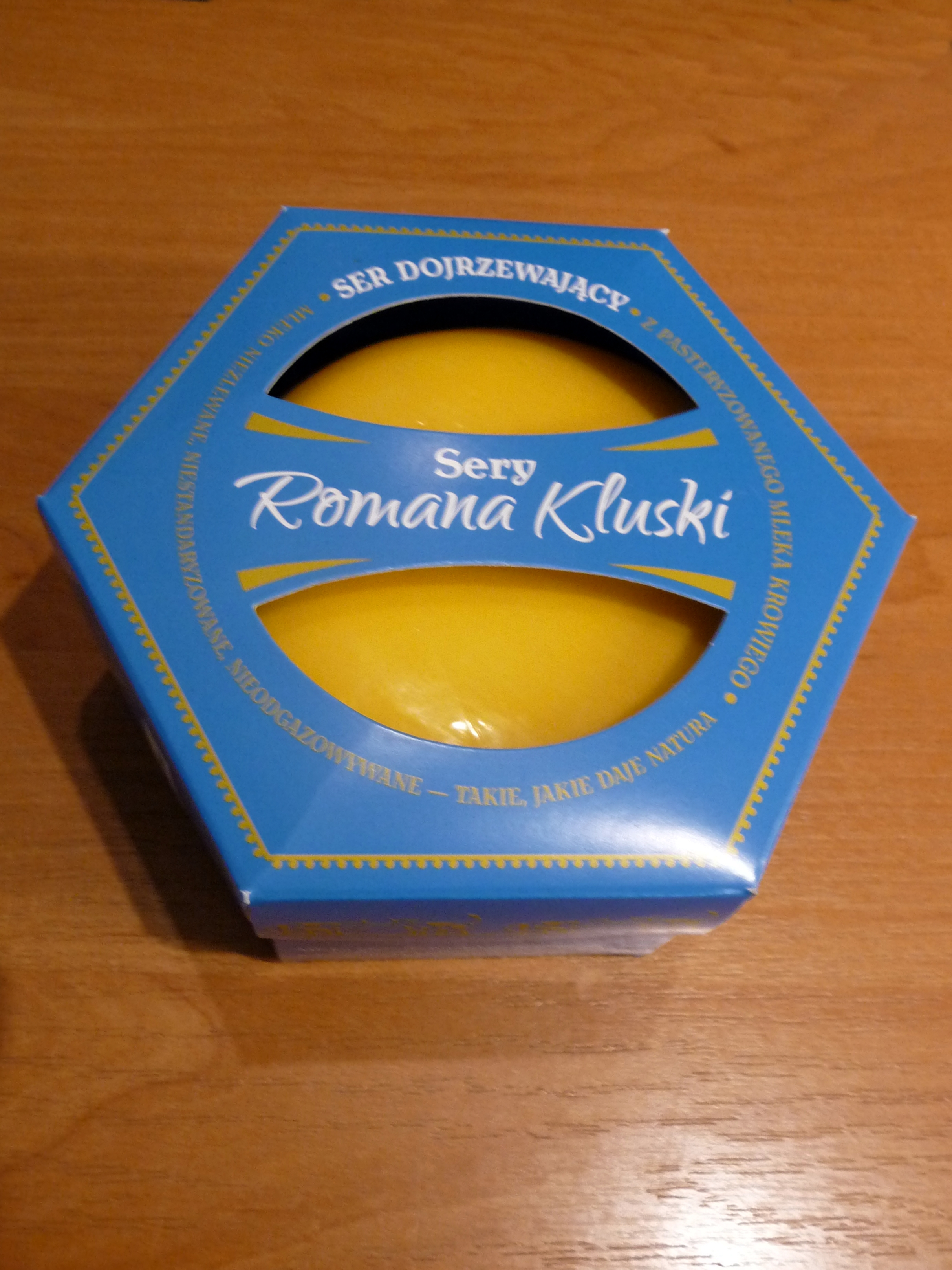
Ser produkowany przez firmę Romana Kluski

W 2003 został laureatem Nagrody Kisiela w kategorii najlepszy przedsiębiorca.
W 2006 r. otrzymał Medal Świętego Brata Alberta za wspieranie osób niepełnosprawnych i sfinansowanie wyprawy do Turcji w poszukiwaniu zaginionego studenta Uniwersytetu Jagiellońskiego Rafała Jędraszyka. 
W kwietniu 2006 otrzymał tytuł Członka Honorowego Stowarzyszenia KoLiber.
W 2012 otrzymał Nagrodę im. bp. Romana Andrzejewskiego za rok 2011.

### Aresztowanie
W lipcu 2002, już po rezygnacji z kierowania spółką, został w spektakularny sposób aresztowany pod zarzutem wyłudzenia przez Optimus 30 mln zł podatku VAT. Wolność odzyskał po wpłaceniu kaucji w wysokości 8 mln zł, odebrano mu jednak paszport, a jako dodatkowe zabezpieczenie majątkowe zajęto jego posiadłość. Dzień po aresztowaniu nowosądecka wojskowa komenda uzupełnień podjęła próbę nałożenia obowiązku świadczenia rzeczowego na samochody terenowe należące do Kluski. Aresztowanie wywołało znaczny oddźwięk w mediach, o wyjaśnienie nieprawidłowości śledztwa występowali m.in. posłowie i senatorowie.
W późniejszych wywiadach Kluska twierdził, że osoby podające się za przedstawicieli grupy posiadającej silne wpływy w administracji publicznej składały mu propozycje odstąpienia udziałów w zyskach w zamian za bezkarność zarówno przed aresztowaniem, jak i po nim.
W listopadzie 2003 NSA uchylił wszystkie zaskarżone decyzje i zarządził od organów podatkowych zwrot kosztów. Ostatecznie sąd przyznał Klusce 5 tys. złotych odszkodowania za niesłuszne zatrzymanie.

### Konsekwencje „sprawy Kluski”
Sprawa pokazała opinii publicznej nieprawidłowości w działaniu polskiej administracji publicznej, w szczególności resortów finansów, sprawiedliwości i obrony. Według Kluski – i zgodnie z późniejszymi wyrokami NSA – działania podejmowane wobec Kluski nie miały podstaw prawnych, były prowadzone w sposób naruszający standardy państwa prawa i miały charakter zorganizowanej nagonki. W konsekwencji posady stracili szefowie Prokuratury Apelacyjnej w Krakowie, Ryszard Rychlik i Wiesław Nocuń. Po nagłośnieniu przypadku Romana Kluski prasa zajęła się analizowaniem innych przypadków polskich biznesmenów, którzy – jak twierdzą – zostali jedną decyzją Urzędu Skarbowego pozbawieni majątku i – co ważne – pieniędzy na potencjalną obronę (kosztowne analizy prawno-skarbowe). Administracja skarbowa wdrożyła w konsekwencji środki zwiększające przejrzystość działań, zmieniła zasady przyznawania premii.
W 2006 Ministerstwo Finansów opublikowało „Białą księgę JTT Computer i Optimus SA” wyjaśniającą – z pozycji administracji publicznej – sprawy obu przedsiębiorstw. Według autorów „Księgi” głównym źródłem problemów były sprzeczności w przepisach zwalniających z podatku VAT import pomocy naukowych, uchwalonych przez Sejm w 1993 i nieuchylanych później pomimo ustania powodów, dla których je wprowadzono (odpowiedzialnością za jakość ustaw podatkowych nie można obarczać wyłącznie Ministerstwa Finansów). Według Ministerstwa Finansów działania organów skarbowych były zgodne z procedurami, zaś interpretacja działań oskarżonych i stosowanie kontrowersyjnej prawnie tzw. klauzuli obejścia prawa podatkowego, zgodna z interesem Skarbu Państwa, nawet jeśli nie podzielił jej później NSA. Autorzy „Księgi” przyznali jednak, że stanowisko przyjęte przez organy kontroli skarbowej w obu powyższych sprawach było błędne i dostrzegli niepokojące informacje, sugerujące polityczno-korupcyjne tło sprawy Romana Kluski. Wskazali także na szereg problemów po stronie administracji publicznej, które doprowadziły do tak drastycznego rozwoju obu spraw:
- nieprzejrzyste działania aparatu skarbowego – nadmierne stosowanie tajemnicy służbowej do blokowania dostępu opinii publicznej do ustaleń kontroli skarbowej;
- długotrwałe tolerowanie patologicznego mechanizmu prawnego;
- niezdolność ustawodawcy do odpowiednio wczesnego zlikwidowania zbędnego mechanizmu prawnego, zanim przerodził się w patologię;
- nieskoordynowane i niespójne podejście organów administracji publicznej do niejednoznacznych przepisów prawa;
- niekonsekwencja Ministerstwa Finansów, które z jednej strony uznawało błędność tego przepisu, ale równocześnie karało przedsiębiorców za jego naruszenie;
- niepokojąca zbieżność działań administracji terenowej (Starostwo, Urząd Wojewódzki, wojskowa komenda uzupełnień) w stosunku do oskarżonych[23].

### Działalność polityczna
Od marca 2007 Roman Kluska był doradcą premiera Jarosława Kaczyńskiego do spraw gospodarczych. 19 marca 2007 premier Jarosław Kaczyński ogłosił przyjęcie programu Romana Kluski, nazywanego „pakietem Kluski”. Wprowadzenie programu miało potrwać osiem lat. Jego celem było uproszczenie i ułatwienie prowadzenia działalności gospodarczej. Program obejmował wprowadzenie „jednego okienka” – możliwości rejestrowania działalności gospodarczej na uproszczonych zasadach – również przez internet, możliwość zawieszania działalności gospodarczej oraz zmiany w przepisach o kontroli działalności gospodarczej, usunięcie barier reglamentujących działalność gospodarczą.
Podczas prac nad pakietem Ministerstwo Finansów usunęło z niego większość planowanych ułatwień. Z tego powodu po zaprzysiężeniu gabinetu Donalda Tuska pakiet został wycofany z parlamentu, jednak działania na rzecz ułatwienia zakładania i prowadzenia działalności gospodarczej były kontynuowane. Możliwość zawieszenia działalności dla wszystkich przedsiębiorców nie zatrudniających pracowników wprowadzono 20 września 2008 roku, zakaz kontroli równoległych wszedł w życie na początku 2009 roku, natomiast procedura „jednego okienka” oraz możliwość rejestracji działalności gospodarczej przez Internet zostały udostępnione z początkiem lipca 2011 roku.
W październiku 2015 Roman Kluska został członkiem Narodowej Rady Rozwoju powołanej przez prezydenta Andrzeja Dudę.

## Odznaczenia
W 2016 został odznaczony Krzyżem Kawalerskim Orderu Odrodzenia Polski. 9 stycznia 2023 został udekorowany Medalem Stulecia Odzyskanej Niepodległości.

## Miejsce naliście najbogatszych Polaków Wprost
- 2018 – miejsce 98 (340 mln zł)[34]
- 2017 – miejsce 91 (340 mln zł)[35]
- 2016 – miejsce 82 (340 mln zł)[36]
- 2015 – miejsce 86 (340 mln zł)[37]
- 2014 – miejsce 85 (340 mln zł)[38]
- 2013 – miejsce 84 (340 mln zł)
- 2012 – miejsce 72 (320 mln zł)
- 2011 – miejsce 69 (300 mln zł)
- 2009 – miejsce 76 (300 mln zł)
- 2008 – miejsce 95 (300 mln zł)
- 2006 – miejsce 80 (220 mln zł)
- 2005 – miejsce 70 (230 mln zł)
- 2004 – miejsce 57 (250 mln zł)
- 2003 – miejsce 56 (210 mln zł)
- 2002 – miejsce 50 (250 mln zł)
- 2001 – miejsce 13
- 2000 – miejsce 16
- 1999 – miejsce 13
- 1998 – miejsce 10
- 1997 – miejsce 8
- 1996 – miejsce 9
- 1995 – miejsce 10
- 1994 – miejsce 18